# NGC 5247
NGC 5247 هي مجرة حلزونية تبعد حوالي 60 مليون سنة ضوئية تقع في كوكبة العذراء. على الأرجح تنتمي إلى مجموعة العذراء. هذه مجرة حلزونية بتصميم عظيم لديها قرص ولا تقوم بأي مؤشرات للتشويه الناجم عن التفاعل مع المجرات الأخرى. ويقدر أن يكون القرص 4.9 ± 2.0 kly ويميل نحو 28 درجة إلى خط الأفق.

## وصلات خارجية
- NGC 5247 على موقع ويكي سكاي: DSS2, SDSS, GALEX, IRAS, Hydrogen α, X-Ray, Astrophoto, Sky Map, Articles and images